# Station Rabka Zaryte
Station Rabka Zaryte is een spoorwegstation in de Poolse plaats Rabka-Zdrój. Het station wordt anno 2025 alleen nog gebruikt voor ritten met museumtreinen.